# Ahoghill
Ahoghill är en ort i Storbritannien.   Den ligger i distriktet Antrim and Newtownabbey och riksdelen Nordirland, i den västra delen av landet, 500 km nordväst om huvudstaden London. Ahoghill ligger 85 meter över havet och antalet invånare är 3 633.
Terrängen runt Ahoghill är platt, och sluttar söderut. Runt Ahoghill är det tätbefolkat, med 397 invånare per kvadratkilometer. Närmaste större samhälle är Ballymena, 5,8 km öster om Ahoghill. Trakten runt Ahoghill består i huvudsak av gräsmarker.